# Papyrus Prisse

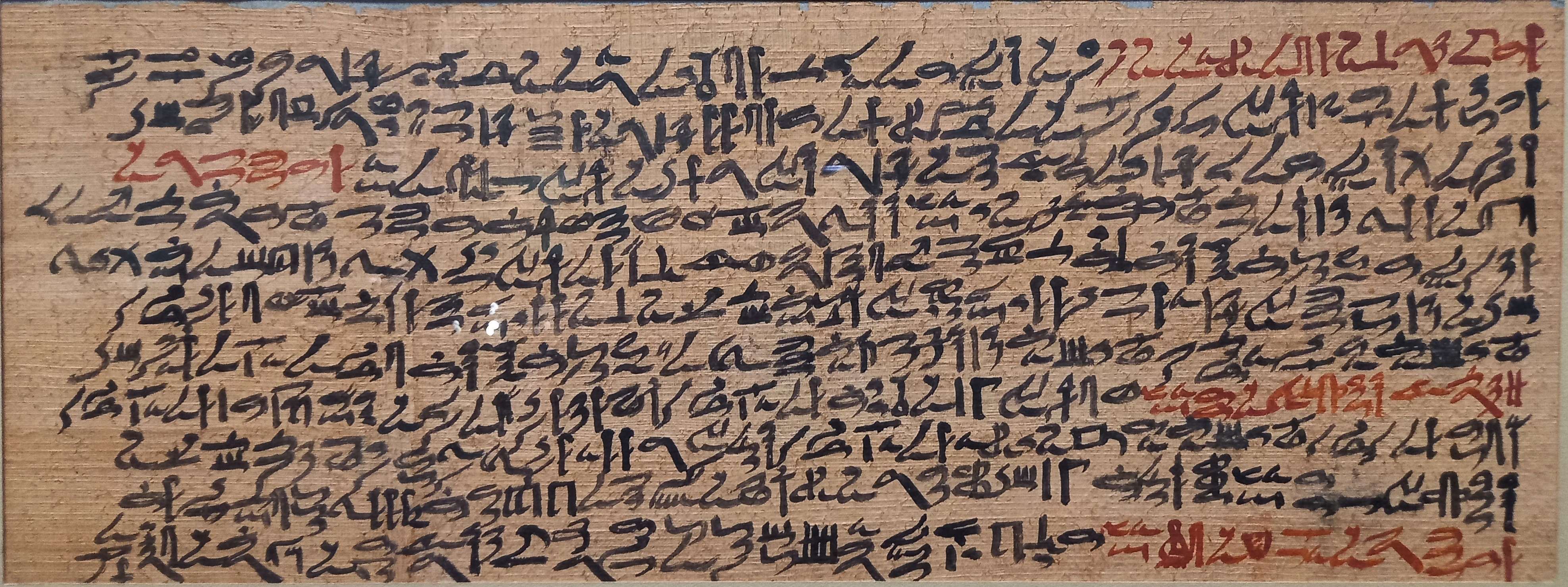
Extrait du papyrus

Le papyrus Prisse, découvert par Émile Prisse d'Avennes, est l'un des plus anciens manuscrits connus du monde (environ 1900 av. J.-C.). Conservé à la Bibliothèque nationale de France, il est remarquable par son état et ses dimensions, mesurant plus de sept mètres de long par quinze centimètres de haut. Il est inscrit en égyptien hiératique.
Il est composé de deux traités de morale :
- Le premier, incomplet, s'intitule les Préceptes de Kagemni, vizir des rois Houni et Snéfrou.
- Le second est le livre des Maximes de Ptahhotep, vizir du pharaon Djedkarê Isési de la Ve dynastie.

Ces deux textes font donc référence à des personnages de la Ve dynastie. Cependant, le papyrus comme les textes qu'il contient sont datés du Moyen Empire et plus précisément de la XIIe dynastie.

## Provenance et conservation
La provenance exacte du papyrus est inconnue. Prisse d'Avennes le rapporte d'Égypte en 1844, après une campagne de fouilles au sein de la nécropole de Dra Abou el-Naga. Ce cimetière comprend les tombes de nombreux notables de la Thèbes antique, dans lesquelles ont été retrouvés de la vaisselle, des statuettes, des meubles, des cercueils et des papyrus. Il est donc possible que le papyrus en provienne. Prisse d'Avennes, qui en fait l'acquisition, soupçonne à l'époque qu'on lui vend en réalité un objet volé sur son propre chantier.
Le papyrus est conservé à la Bibliothèque nationale de France depuis 1845 sous la forme de feuillets découpés dans le rouleau d'origine. Malgré des dimensions importantes (plus de sept mètres par quinze centimètres), il est très probablement incomplet. Les rouleaux sont constitués de larges feuilles de papyrus collées les unes à la suite des autres, et la première du papyrus Prisse consiste en une étroite bande d'environ 4 cm de large. Elle comportait donc vraisemblablement une partie aujourd'hui manquante. Par ailleurs, le rouleau comporte environ deux mètres de papyrus non inscrit entre les deux textes conservés, et portait probablement à cet endroit un autre texte effacé durant l'Antiquité.
Le papyrus est composé de feuillets de largeur inégale, ce qui laisse à penser que le scribe a réutilisé des documents plus anciens après avoir effacé le texte initial. La langue utilisée est le moyen égyptien, inscrit en écriture hiératique, majoritairement à l'encre noire. De courts passages à l'encre rouge, appelés « rubriques » en papyrologie, signalent un changement de thème au sein du texte, qui se termine par un court colophon à l'encre rouge.
Une étude par imagerie infrarouge a été conduite sur la partie effacée du rouleau pour essayer de déterminer la nature du texte manquant. La présence d'un cartouche royal au début, et d'un colophon à la fin, laisse à penser qu'il s'agissait d'un texte littéraire comparable aux deux qui subsistent, et consistant en un discours face à un grand roi du passé égyptien.